# Woonsocket (Dakota Południowa)
Woonsocket – miasto w Stanach Zjednoczonych, w stanie Dakota Południowa, siedziba administracyjna hrabstwa Sanborn.